# Лескова бара
Лескова бара е село в община Сурдулица, Пчински окръг, Сърбия. Според преброяването от 2011 г. населението му е 104 жители.

## Население
- 1948 – 378
- 1953 – 434
- 1961 – 326
- 1971 – 280
- 1981 – 262
- 1991 – 230
- 2002 – 139
- 2011 – 104

## Етнически състав
(2002)
- 138 (99,28%) – сърби
- 1 (0,71%) – непознати